# Vraincourt
Vraincourt település Franciaországban, Haute-Marne megyében. Lakosainak száma 84 fő (2022. január 1.). Vraincourt Bologne, Lamancine, Oudincourt, Soncourt-sur-Marne és Viéville községekkel határos.

## Népesség
A település népessége az elmúlt években az alábbi módon változott:
| Lakosok száma | 68   | 103  | 108  | 95   | 87   | 88   | 92   | 92   | 91   | 84   |
|               | 1968 | 1982 | 1990 | 2006 | 2013 | 2015 | 2017 | 2019 | 2020 | 2022 |